# Mosesholmen
Mosesholmen är en ö i Piteå socken och kommun, 9 kilometer öster om Piteö i Haraholmsjärden. Ön har en yta av 8,8 hektar.
Mosesholmen bebyggdes först 1952 då ett sommarhus uppfördes här. Sedan dess har ytterligare en fastighet tillkommit. Sedan 1998 är en av fastigheterna helårsboende. Tomterna är friköpta men i övrigt tillhör ön Piteå kommun. Ön är huvudsakligen beväxt med barrskog. Goda badmöjligheter och en god naturhamn har gjort Mosesholmen till ett populärt utflyktsmål.